# Biserica „Sfinții Arhangheli Mihail și Gavriil” din Hîrtop
Biserica „Sf. Arhangheli Mihail și Gavriil” este o biserică amplasată în Hîrtop, raionul Cimișlia, Republica Moldova. Este un monument arhitectural de importanță națională inclus în Registrul monumentelor Republicii Moldova ocrotite de stat cu nr. 213 (raionul Cimișlia). Datează din 1913.